# Рязанцев, Борис Сергеевич
Борис Сергеевич Рязанцев — советский хозяйственный деятель.

## Биография
Родился в 1912 году в Рязани. Член КПСС.
Окончил Московский электротехнический институт связи.
В 1928—1936 гг. — электромонтер, электромеханик, старший электромеханик 1—2-й дистанций сигнализации и связи, инженер, начальник отдела СЦБ службы сигнализации и связи Северной железной дороги.
В 1936—1945 гг. — инженер 2-й дистанции сигнализации и связи, начальник технического отдела стройконторы службы связи, начальник Дорожной лаборатории, заместитель начальника, начальник службы сигнализации и связи Ярославской железной дороги.
В 1945—1962 гг. — главный инженер Главного управления сигнализации и связи МПС СССР.
За разработку нового автостопа был в составе коллектива удостоен Сталинской премии за выдающиеся изобретения и коренные усовершенствования методов производственной работы 1949 года.
В 1962—1963 гг. — первый заместитель председателя Научно-технического Совета МПС СССР.
В 1963—1973 гг. — заведующий отделом транспорта и связи Комитета народного контроля СССР.
Умер в 1998 году в Москве.

## Награды
- Орден Ленина (дважды)
- Орден Трудового Красного Знамени (дважды)